# Iris (godin)

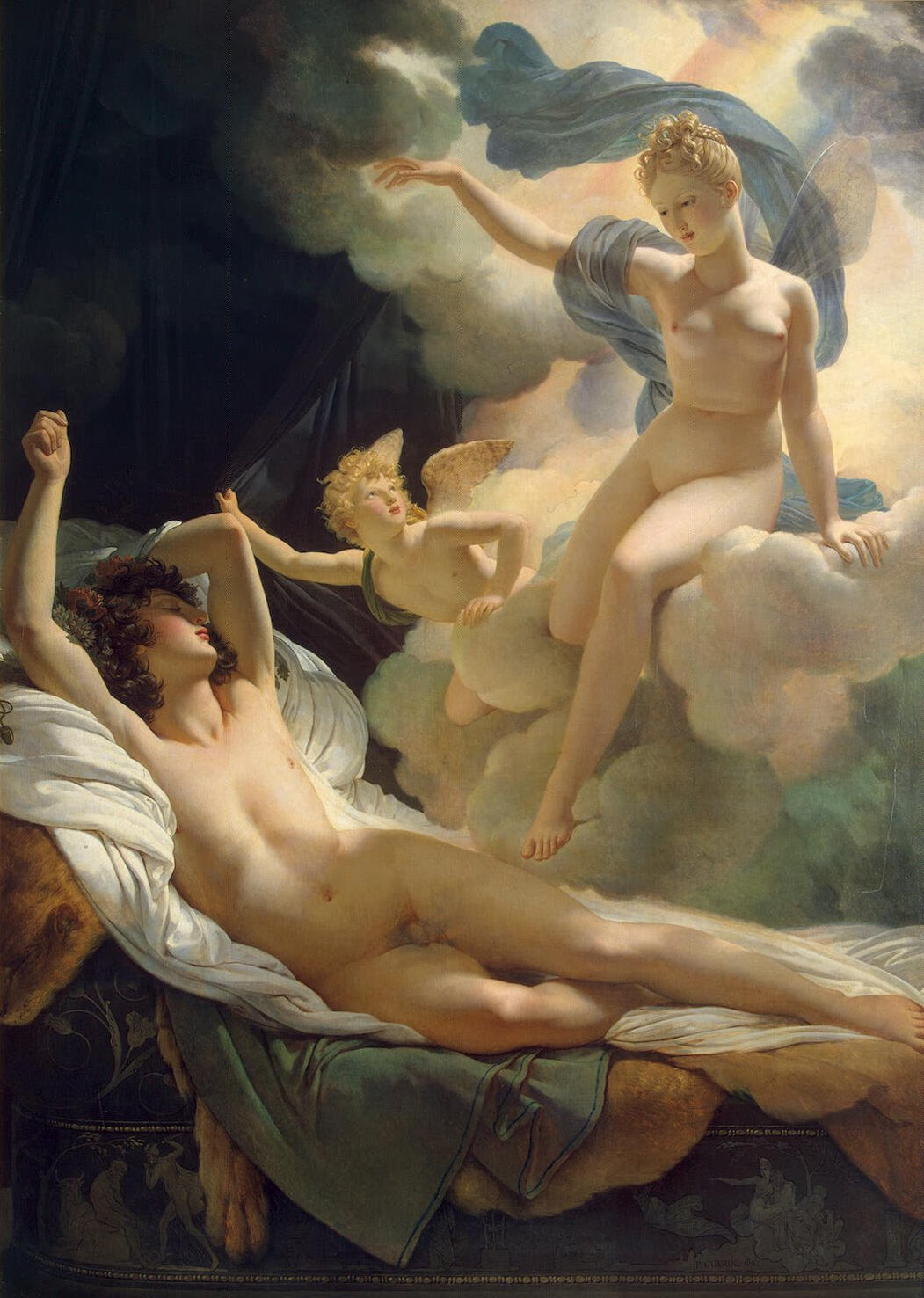
Morpheus en Iris, schilderij van Pierre-Narcisse Guérin (1811)

Iris is een figuur uit de Griekse mythologie.
De Griekse naam Iris (Ἶρις) komt van het Griekse werkwoord εἴρω ('eeiroo'), dat 'spreken; vertellen' betekent. Zij is de boodschapster van de goden en tevens de personificatie van de regenboog.
Haar Romeinse naam is Iris/Arcis.
Wanneer de godin Iris een boodschap van hemel naar aarde brengt, verschijnt volgens de Griekse mythologie als brug een regenboog. 
Iris zou een dochter van de zeegod Thaumas en de Oceanide Elektra zijn. Dat zij de dochter van een zeegod genoemd wordt, laat zich hieruit verklaren, dat bij de Grieken de regenboog uit zee scheen op te stijgen.
Als boodschapster van de goden, maakten vooral Zeus en Hera gebruik van haar diensten; later was zij de dienares van Hera alleen. Haar snelheid is verbazend; evenals de hagel of de sneeuw, die uit de wolken neerstort, snelt zij van het ene uiteinde van de wereld naar het andere, zelfs tot op de diepste bodem van de zee en tot in de diepte van de onderwereld, om de bevelen van de goden ten uitvoer te brengen.
In de literatuur wordt ze, in verband met haar grote snelheid, vaak Iris 'met de gouden vleugels' genoemd (bijvoorbeeld in Homeros Ilias 8.398 en 11.185; Homeros noemt haar overigens meerdere malen in de Ilias, maar nooit in de Odyssee). Ook de beeldende kunstenaars versierden haar beelden met vleugels, zodat het moeilijk zou zijn haar te onderscheiden van Nikè, als Iris niet de herautstaf, de caduceus, in de hand droeg. Sommige van haar beelden dragen ook wel een kan in de hand, want zij was het, zo meende men, die het water aan de wolken toevoerde.
Een afzonderlijke verering heeft zij slechts in uiterst geringe mate genoten.
Gewoonlijk denkt men zich haar als een jonkvrouw, die niet weten wil van het huwelijk. Soms echter is er sprake van haar verbintenis met Zephyros, waaruit volgens enkele verhalen Eros zou gesproten zijn.